# Akpafus
Els akpafus (o lolobis, o siwus) són els membres del grup ètnic kwa que tenen com a llengua materna el siwu. Viuen al nord de la ciutat de Hohoé, al centre de la regió Volta, al sud-est de Ghana. Hi ha entre 27.000 (dades del 2003) i segons el Joshua Projet 37.000 akpafus a Ghana. El seu codi ètnic és NAB59b i l'ID al Joshua Projet és 10227.

## Situació geogràfica i pobles veïns
La zona de parla siwu està situada entre Hohoé, al sud i Kwamikrom, al nord-oest, a l'est del llac Volta, al centre de la regió Volta, al sud-est de Ghana.
Segons el mapa lingüístic de Ghana de la web ethnologue, els akpafus limiten amb els lelemis i els tuwulis al nord, amb els sekpeles a l'est, amb els selees i els ewes al sud i amb els nkonyes a l'oest.

## Llengües
La llengua materna dels akpafus és el siwu, que aprenen entre el 25 i el 50% dels infants com a segona llengua. A més a més, també parlen l'anglès, llengua oficial de Ghana.

## Religió
Segons els missioners protestants del Joshua Project, els 90% dels akpafus són cristians i els 10% creuen en religions africanes tradicionals. La meitat dels akpafus cristians són catòlics, i 40% pertanyen a esglésies independents i el 10% són protestants. El 21% dels akpafus cristians són evangelistes. Segons International Mission Board (IMB), un altre grup evangelical, els akpafus són protestants no evangelicals centrades en qüestions de justícia social i no en la salvació personal que l'IMB propaga.